# 22558 Mladen
22558 Mladen este un asteroid din centura principală de asteroizi.

## Descriere
22558 Mladen este un asteroid din centura principală de asteroizi. A fost descoperit pe 22 aprilie 1998 la Modra de Peter Kolény și Leonard Kornoš. Asteroidul prezintă o orbită caracterizată de o semiaxă mare de 2,20 ua, o excentricitate de 0,05 și o înclinație de 0,8° în raport cu ecliptica.